# Néstor de Vicente
Néstor Adrián de Vicente (16 de junho de 1964 – 20 de março de 2011) foi um futebolista argentino.
De Vicente jogou na Argentina pelo River Plate, Instituto de Córdoba, Talleres, Platense, Estudiantes e Racing Club; e na Suíça pelo Grasshopper.
Seu pai, também chamado Néstor, foi jogador do Racing e atuava como lateral-direito, sendo campeão argentino em 1958 e 1961. Faleceu num acidente automobilístico aos 46 anos.